# آمریکایی‌های جوان (ترانه)
«آمریکایی‌های جوان» (انگلیسی: Young Americans) ترانه‌ای از خواننده-ترانه‌سرای آمریکایی دیوید بویی است که در ۲۱ فوریهٔ ۱۹۷۵ به‌وسیلهٔ آرسی‌ای رکوردز به‌عنوان تک‌آهنگ آغازین نهمین آلبوم استودیویی او با همین نام منتشر شد. این ترانهٔ دربردارندهٔ آراندبی و سول فیلادلفیا است و پرترهٔ امپرسیونیستی مردی انگلیسی از آمریکا را در آن زمان بیان می‌کند. این ترانه علاوه بر این شامل شخصیت‌های مختلف و کنایه‌هایی از رخدادها و توتم‌های آمریکا است. این ترانه در اوت ۱۹۷۴ در استودیو سیگما ساند در فیلادلفیا ضبط شد و نخستین حضور زنده‌اش را ماه بعد در تور سول تجربه کرد. لوتر وندرس، خوانندهٔ ناشناخته آن زمان، در ترانه حضور دارد که در هنگام ساختش تنظیم آوازهای پس‌زمینه را به عهده داشت.
«آمریکایی‌های جوان» در جدول تک‌آهنگ‌های بریتانیا به رتبهٔ ۱۸ رسید، اما در ایالات متحده با موفقیتی غیرمنتظره همراه بود و در رتبهٔ ۲۸ جدول قرار گرفت که تا آن زمان برای او در بیلبورد هات ۱۰۰ بالاترین موقعیت بود. او آن را با حضور در نمایش دیک کاوت در نوامبر ۱۹۷۴ و نمایش شر در سال بعد تبلیغ کرد. بویی این ترانه را در تورهای کنسرتی‌اش در دههٔ ۱۹۸۰ اجرا کرد و پس از تور صدا+بینایی در سال ۱۹۹۰ آن را بازنشست کرد. در حالی که «آمریکایی‌های جوان» از سوی نشریات متعدد در میان بهترین ترانه‌های بویی قرار گرفت، منتقدان این ترانه را به‌عنوان تغییری موفق به موسیقی سول به‌دنبال آثار گلم راک قبلی این هنرمند تحسین کرده‌اند. این ترانه از آن زمان در چندین آلبوم گردآوری‌شده قرار گرفت و در سال ۲۰۱۶ برای مجموعهٔ جعبه‌ای حالا من چه کسی می‌توانم باشم؟ (۱۹۷۴–۱۹۷۶) بازسازی شد.